# Borur

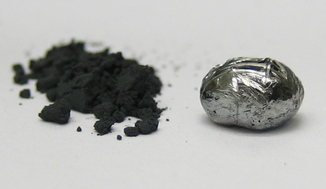
Diborur de reni, ReB₂

Un borur és un compost binari de bor i un element menys electronegatiu, generalment metalls de transició.

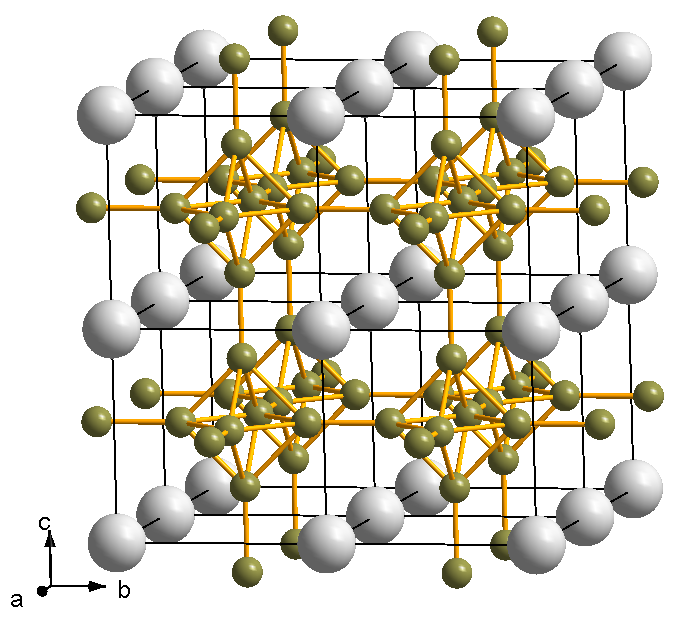
Estructura de l'hexaborur de calci, CaB₆

## Nomenclatura
Els borurs són combinacions del bor amb elements més electropositius o, cosa que és el mateix, menys electronegatius. La IUPAC ha establert que, a efectes d'anomenar els borurs, els elements més electropositius són els que té a sota a la taula periòdica, els dels grups 1 a 12 o metalls de transició, els lantànids i els actínids. És a dir, els de sota i els que estan a grups més a l'esquerra del seu grup, el 13.
Per anomenar aquests composts s'empra la nomenclatura de composició estequiomètrica, preferint-se la que indica la proporció de cada element mitjançant prefixos de quantitat. Els noms es formen començant per borur precedit per un prefix, si cal, que indica la proporció de bor en el compost; després la preposició de, i s'acaba amb el nom de l'altre element, també precedit del prefix que indiqui la proporció, si cal. Exemples:
- {\textstyle CaB_{2}}: diborur de calci
- {\textstyle CaB_{6}}: hexaborur de calci

## Estructura
La seva composició, llevat de casos isolats, no és estequiomètrica; depèn, en darrer terme, de les exigències del reticle de bor i del metall, i no pas de les relacions de valència. La majoria dels metalls formen, almanco, un borur del tipus {\textstyle MB,MB_{2},MB_{4},MB_{6}\;o\;MB_{12}}.
Aquests composts presenten una gran varietat d'estructures; en particular els hexaborurs, com ara el {\textstyle CaB_{6}} o el {\textstyle LaB_{6}}, poden descriure's, en primera aproximació com a constituïts per cations metàl·lics i anions {\textstyle B_{6}^{2-}}, amb una estructura tipus clorur de cesi.Tanmateix les distàncies entre els àtoms de B als octaedres contigus són substancialment iguals a les distàncies a l'interior dels octaedres, per la qual cosa és més correcte una descripció en termes d'un anió polímer. En els dodecaborurs, com el {\textstyle ZrB_{12}} o el {\textstyle UB_{12}}, hom troba una estructura semblant, basada en unitats {\textstyle B_{12}} i amb una xarxa cristal·lina molt semblant a la del clorur de sodi.

Estructura d'un diborur

Els diborurs, com ara {\textstyle AlB_{2},MgB_{2},TiB_{2}\;o\;CrB_{2}} tenen estructures amb capes hexagonals d'àtoms de bor que s'alternen amb capes triangulars dels àtoms metàl·lics, de major volum. Cada bor està en contacte amb sis àtoms del metall i cada àtom de metall amb dotze de bor. No són estructures tipus iodur de cadmi ja que els plans successius estan constituïts per àtoms diferents, és una vertadera estructura macromolecular, la qual cosa explica l'alta duresa i elevat punt de fusió.

## Propietats
La majoria tenen propietats metàl·liques amb independència dels metalls de què deriven. Els borurs metàl·lics es caracteritzen pel fet de tenir punts de fusió molt elevats, el borur de ferro, {\displaystyle FeB}, és dels que el té més baix (1550 °C), una duresa extraordinària i conductivitats elèctriques relativament elevades. Tenen, en general, inèrcia química enfront dels àcids no oxidants; per contra, són sensibles a l'atac per substàncies alcalines, sobretot pels àlcalis fosos en condicions oxidants.
| Punts de fusió de diversos diborurs |                     |      |      |      |      |      |      |
| Diborur                             | Diborur             | VB₂  | NbB₂ | TaB₂ | TiB₂ | ZrB₂ | HfB₂ |
| Punts de fusió (°C)                 | Punts de fusió (°C) | 2750 | 3050 | 3090 | 3230 | 3250 | 3380 |

## Obtenció
La majoria dels borurs s'obtenen per reducció d'un òxid metàl·lic amb una mescla de carbur de bor i carboni, malgrat també es pot emprar la combinació directa dels elements, l'acció del sodi sobre una mescla de l'òxid del metall i de l'òxid de bor i l'electròlisi dels borats fosos (mètode d'Andrieux).

## Aplicacions
Els borurs tenen aplicació com a abrasius, refractaris i emissors d'electrons. Els més importants són el monoborur de crom i el diborur de crom ({\textstyle CrB\;i\;CrB_{2}}), el diborur de titani ({\textstyle TiB_{2}}) i el diborur de zirconi ({\textstyle ZrB_{2}}).